# 元木靖
元木 靖（もとき やすし、1944年 - ）は、日本の地理学者、専門は、人文地理学、開発地理学、中国地誌。「日本の稲作に関する第一級の専門家」と評され、特に東北地方の水田開発などを研究し、さらに中国などアジアの農業についても論じている。

## 経歴
茨城県生まれ。
東北大学理学部地学科地理学専攻を卒業後、東北大学大学院理学研究科博士課程へ進み、単位取得退学。後、1995年に「現代日本の水田開発の特性とメカニズムに関する開発地理学的研究」により、東北大学より博士（理学）を取得した。
埼玉大学教養学部教授、国立環境研究所客員研究員などを経て、2007年に立正大学経済学部教授。その後、2014年に立正大学を退職して名誉教授を贈られ、埼玉大学名誉教授、立正大学名誉教授となっている。

## 栄典
- 2024年11月　秋の叙勲で瑞宝中綬章受章[8][9]

## おもな業績
- 川口市・鳩ヶ谷市（地図に刻まれた歴史と景観 明治・大正・昭和）、新人物往来社、1993年
- 現代日本の水田開発：開発地理学的手法の展開 、古今書院、1997年
- 目で見る川口・鳩ヶ谷・蕨の100年、郷土出版社、2003年
- 食の環境変化：日本社会の農業的課題、古今書院、2006年
- 中国変容論：食の基盤と環境、海青社、2013年
- クリと日本文明、海青社、2015年